# Armigeres magnus
Armigeres magnus är en tvåvingeart som först beskrevs av Theobald 1908.  Armigeres magnus ingår i släktet Armigeres och familjen stickmyggor. Inga underarter finns listade i Catalogue of Life.